# Snowboard aux Jeux olympiques de 2014 - Slalom géant parallèle hommes
Navigation
Vancouver 2010 Pyeongchang 2018
Le slalom géant parallèle masculin des Jeux olympiques d'hiver de 2014 a lieu le 19 février 2014 à 09 h 00 puis à 13 h 00 au parc extrême Rosa Khutor. L'épreuve est présente depuis les Jeux olympiques de 2002 qui se sont déroulés à Salt Lake City, soit lors de la seconde apparition du snowboard aux Jeux d'hiver.
Le tenant du titre est le canadien Jasey Jay Anderson qui a remporté l'épreuve à Vancouver en 2010 devant l'autrichien Benjamin Karl, médaille d'argent, et le français Mathieu Bozzetto, médaille de bronze.

## Médaillés
| Or             | Argent                | Bronze          |
| Vic Wild (RUS) | Nevin Galmarini (SUI) | Zan Kosir (SLO) |

## Qualification
Les qualifications ont commencé à 9h42.
| Rang | Dossard | Athlète            | Nationalité  | Course bleue | Course rouge | Total   | Notes |
| ---- | ------- | ------------------ | ------------ | ------------ | ------------ | ------- | ----- |
| 1    | 26      | Andrey Sobolev     | Russie       | 47.19        | 48.43        | 1.35.62 | Q     |
| 2    | 7       | Vic Wild           | Russie       | 48.54        | 47.34        | 1.35.88 | Q     |
| 3    | 21      | Patrick Bussler    | Allemagne    | 49.28        | 47.66        | 1.36.94 | Q     |
| 4    | 3       | Rok Marguc         | Slovénie     | 48.75        | 48.58        | 1.37.33 | Q     |
| 5    | 15      | Benjamin Karl      | Autriche     | 49.41        | 48.03        | 1.37.44 | Q     |
| 6    | 20      | Rok Flander        | Slovénie     | 47.81        | 49.72        | 1.37.53 | Q     |
| 7    | 18      | Kaspar Fluetsch    | Suisse       | 47.58        | 50.24        | 1.37.82 | Q     |
| 8    | 5       | Zan Kosir          | Slovénie     | 48.93        | 48.89        | 1.37.82 | Q     |
| 9    | 19      | Philipp Schoch     | Suisse       | 50.29        | 47.56        | 1.37.85 | Q     |
| 10   | 1       | Simon Schoch       | Suisse       | 49.41        | 49.05        | 1.38.46 | Q     |
| 11   | 13      | Alexander Bergmann | Allemagne    | 49.42        | 49.07        | 1.38.49 | Q     |
| 12   | 8       | Nevin Galmarini    | Suisse       | 49.84        | 49.23        | 1.39.07 | Q     |
| 13   | 22      | Jasey Jay Anderson | Canada       | 49.59        | 49.88        | 1.39.47 | Q     |
| 14   | 10      | Matthew Morison    | Canada       | 49.87        | 49.75        | 1.39.62 | Q     |
| 15   | 4       | Sylvain Dufour     | France       | 51.19        | 48.57        | 1.39.76 | Q     |
| 16   | 9       | Andreas Prommegger | Autriche     | 49.32        | 50.44        | 1.39.76 | Q     |
| 17   | 29      | Sang-kyum Kim      | Corée du Sud | 50.79        | 49.48        | 1.40.27 |       |
| 18   | 2       | Roland Fischnaller | Italie       | 49.80        | 50.68        | 1.40.48 |       |
| 19   | 28      | Valery Kolegov     | Russie       | 50.67        | 50.02        | 1.40.69 |       |
| 20   | 23      | Stefan Baumeister  | Allemagne    | 49.42        | 51.30        | 1.40.72 |       |
| 21   | 30      | Izidor Sustersic   | Slovénie     | 50.66        | 50.36        | 1.41.02 |       |
| 22   | 11      | Anton Unterkofler  | Autriche     | 51.47        | 49.57        | 1.41.04 |       |
| 23   | 32      | Yosyf Penyak       | Ukraine      | 51.43        | 49.71        | 1.41.14 |       |
| 24   | 14      | Justin Reiter      | États-Unis   | 50.35        | 50.90        | 1.41.25 |       |
| 25   | 31      | Radoslav Yankov    | Bulgarie     | 50.62        | 51.46        | 1.42.08 |       |
| 26   | 27      | Bong-shik Shin     | Corée du Sud | 49.68        | 53.75        | 1.43.43 |       |
| 27   | 17      | Michael Lambert    | Canada       | 51.13        | 52.56        | 1.43.69 |       |
| 28   | 24      | Christoph Mick     | Italie       | 55.42        | 52.83        | 1.48.25 |       |
| 29   | 16      | Stanislav Detkov   | Russie       | 48.26        | DSQ          |         |       |
| 30   | 12      | Aaron March        | Italie       | 1.03.16      | DSQ          |         |       |
|      | 25      | Meinhard Erlacher  | Italie       |              | DSQ          |         |       |
|      | 6       | Lukas Mathies      | Autriche     | DSQ          |              |         |       |

Légende : Q – Qualifié pour les huitièmes de finale ; DSQ – Disqualifié

## Résultats

### Huitièmes de finale
| Dossard | Athlète            | Nationalité | Manche 1 Différence | Manche 2 Différence | Notes |
| ------- | ------------------ | ----------- | ------------------- | ------------------- | ----- |
| 9       | Andreas Prommegger | Autriche    | 0.42                |                     | Q     |
| 26      | Andrey Sobolev     | Russie      |                     | 1.61                |       |

| Dossard | Athlète        | Nationalité | Manche 1 Différence | Manche 2 Différence | Notes |
| ------- | -------------- | ----------- | ------------------- | ------------------- | ----- |
| 5       | Zan Kosir      | Slovénie    |                     |                     | Q     |
| 19      | Philipp Schoch | Suisse      | 0.19                | 1.17                |       |

| Dossard | Athlète         | Nationalité | Manche 1 Différence | Manche 2 Différence | Notes |
| ------- | --------------- | ----------- | ------------------- | ------------------- | ----- |
| 8       | Nevin Galmarini | Suisse      | 0.59                |                     | Q     |
| 15      | Benjamin Karl   | Autriche    |                     | 0.10                |       |

| Dossard | Athlète            | Nationalité | Manche 1 Différence | Manche 2 Différence | Notes |
| ------- | ------------------ | ----------- | ------------------- | ------------------- | ----- |
| 3       | Rok Marguc         | Slovénie    | 0.09                |                     | Q     |
| 22      | Jasey Jay Anderson | Canada      |                     | 0.47                |       |

| Dossard | Athlète         | Nationalité | Manche 1 Différence | Manche 2 Différence | Notes |
| ------- | --------------- | ----------- | ------------------- | ------------------- | ----- |
| 21      | Patrick Bussler | Allemagne   |                     |                     | Q     |
| 10      | Matthew Morison | Canada      | 0.53                | 0.30                |       |

| Dossard | Athlète            | Nationalité | Manche 1 Différence | Manche 2 Différence | Notes |
| ------- | ------------------ | ----------- | ------------------- | ------------------- | ----- |
| 20      | Rok Flander        | Slovénie    |                     |                     | Q     |
| 13      | Alexander Bergmann | Allemagne   | 0.14                | 0.34                |       |

| Dossard | Athlète         | Nationalité | Manche 1 Différence | Manche 2 Différence | Notes |
| ------- | --------------- | ----------- | ------------------- | ------------------- | ----- |
| 1       | Simon Schoch    | Suisse      | 0.14                |                     | Q     |
| 18      | Kaspar Fluetsch | Suisse      |                     | 0.22                |       |

| Dossard | Athlète        | Nationalité | Manche 1 Différence | Manche 2 Différence | Notes |
| ------- | -------------- | ----------- | ------------------- | ------------------- | ----- |
| 7       | Vic Wild       | Russie      |                     |                     | Q     |
| 4       | Sylvain Dufour | France      | 0.77                | 5.65                |       |

Légende : Q – Qualifié ; DSQ – Disqualifié ; DNS – N'a pas commencé ; DNF – N'a pas terminé

### Quarts de finale
| Dossard | Athlète            | Nationalité | Manche 1 Différence | Manche 2 Différence | Notes |
| ------- | ------------------ | ----------- | ------------------- | ------------------- | ----- |
| 5       | Zan Kosir          | Slovénie    |                     |                     | Q     |
| 9       | Andreas Prommegger | Allemagne   | 0.04                | 0.53                |       |

| Dossard | Athlète         | Nationalité | Manche 1 Différence | Manche 2 Différence | Notes |
| ------- | --------------- | ----------- | ------------------- | ------------------- | ----- |
| 8       | Nevin Galmarini | Suisse      |                     |                     | Q     |
| 3       | Rok Marguc      | Slovénie    | 0.29                | 0.09                |       |

| Dossard | Athlète         | Nationalité | Manche 1 Différence | Manche 2 Différence | Notes |
| ------- | --------------- | ----------- | ------------------- | ------------------- | ----- |
| 21      | Patrick Bussler | Allemagne   |                     |                     | Q     |
| 20      | Rok Flander     | Slovénie    | 0.46                | 0.40                |       |

| Dossard | Athlète      | Nationalité | Manche 1 Différence | Manche 2 Différence | Notes |
| ------- | ------------ | ----------- | ------------------- | ------------------- | ----- |
| 7       | Vic Wild     | Russie      |                     |                     | Q     |
| 1       | Simon Schoch | Suisse      | 1.50                | 4.19                |       |

Légende : Q – Qualifié ; DSQ – Disqualifié ; DNS – N'a pas commencé ; DNF – N'a pas terminé

### Demi-finales
| Dossard | Athlète         | Nationalité | Manche 1 Différence | Manche 2 Différence | Notes |
| ------- | --------------- | ----------- | ------------------- | ------------------- | ----- |
| 8       | Nevin Galmarini | Suisse      |                     |                     | Q     |
| 5       | Zan Kosir       | Slovénie    | 0.12                | 1.36                |       |

| Dossard | Athlète         | Nationalité | Manche 1 Différence | Manche 2 Différence | Notes |
| ------- | --------------- | ----------- | ------------------- | ------------------- | ----- |
| 7       | Vic Wild        | Russie      |                     |                     | Q     |
| 21      | Patrick Bussler | Allemagne   | 0.86                | 2.61                |       |

Légende : Q – Qualifié ; DSQ – Disqualifié ; DNS – N'a pas commencé ; DNF – N'a pas terminé

### Finale
| Dossard | Athlète         | Nationalité | Manche 1 Différence | Manche 2 Différence | Notes     |
| ------- | --------------- | ----------- | ------------------- | ------------------- | --------- |
| 5       | Zan Kosir       | Slovénie    |                     |                     | Vainqueur |
| 21      | Patrick Bussler | Allemagne   | 0.72                | 2.26                |           |

| Dossard | Athlète         | Nationalité | Manche 1 Différence | Manche 2 Différence | Notes     |
| ------- | --------------- | ----------- | ------------------- | ------------------- | --------- |
| 7       | Vic Wild        | Russie      | 0.54                |                     | Vainqueur |
| 8       | Nevin Galmarini | Suisse      |                     | 2.14                |           |

## Classement final
| Rang                                | Dossard | Athlète            | Nationalité  |
| ----------------------------------- | ------- | ------------------ | ------------ |
| Médaille d'or, Jeux olympiques      | 7       | Vic Wild           | Russie       |
| Médaille d'argent, Jeux olympiques  | 8       | Nevin Galmarini    | Suisse       |
| Médaille de bronze, Jeux olympiques | 5       | Zan Kosir          | Slovénie     |
| 4                                   | 21      | Patrick Bussler    | Allemagne    |
| 5                                   | 3       | Rok Marguc         | Slovénie     |
| 6                                   | 20      | Rok Flander        | Slovénie     |
| 7                                   | 1       | Simon Schoch       | Suisse       |
| 8                                   | 9       | Andreas Prommegger | Autriche     |
| 9                                   | 26      | Andrey Sobolev     | Russie       |
| 10                                  | 16      | Benjamin Karl      | Autriche     |
| 11                                  | 18      | Kaspar Flütsch     | Suisse       |
| 12                                  | 19      | Philipp Schoch     | Suisse       |
| 13                                  | 13      | Alexander Bergmann | Allemagne    |
| 14                                  | 22      | Jasey Jay Anderson | Canada       |
| 15                                  | 10      | Matthew Morison    | Canada       |
| 16                                  | 4       | Sylvain Dufour     | France       |
| 17                                  | 29      | Kim Sang-Kyum      | Corée du Sud |
| 18                                  | 2       | Roland Fischnaller | Italie       |
| 19                                  | 28      | Valery Kolegov     | Russie       |
| 20                                  | 23      | Stefan Baumeister  | Allemagne    |
| 21                                  | 30      | Izidor Šušteršič   | Slovénie     |
| 22                                  | 11      | Anton Unterkofler  | Autriche     |
| 23                                  | 32      | Yosyf Penyak       | Ukraine      |
| 24                                  | 14      | Justin Reiter      | États-Unis   |
| 25                                  | 31      | Radoslav Yankov    | Bulgarie     |
| 26                                  | 27      | Shin Bong-Shik     | Corée du Sud |
| 27                                  | 17      | Michael Lambert    | Canada       |
| 28                                  | 24      | Christoph Mick     | Italie       |
| 29                                  | 16      | Stanislav Detkov   | Russie       |
| 30                                  | 12      | Aaron March        | Italie       |
| DSQ                                 | 6       | Lukas Mathies      | Autriche     |
| DSQ                                 | 25      | Meinhard Erlacher  | Italie       |